# Zippo (film)
Zippo è un film cortometraggio del 2003, diretto dal regista Stefano Sollima.

## Trama
Un uomo si risveglia in una stanza del tutto spoglia. Non ha bisogno di nulla. Tutto quello che gli occorre lo tiene dentro di sé. Fisicamente. Attraverso una serie di cerniere lampo accede al proprio corpo dove conserva tutto ciò di cui ha bisogno. Un organismo autosufficiente che entra in crisi quando un elemento estraneo, un topolino, gli cade dentro una delle tasche. Libero di spaziare all'interno del corpo del nostro protagonista che ingaggerà con l'animaletto una lotta senza esclusione di colpi.

## Produzione
Le riprese principali sono durate una settimana, la post-produzione digitale per la realizzazione degli effetti speciali visivi ha richiesto invece diversi mesi.
L'attore Giovanni Guardiano si è sottoposto a lunghissime ed estenuanti sedute di trucco, sei-otto ore per farsi applicare le numerose cerniere lampo e il corpetto in latex che creava delle vere e proprie tasche accessibili.
La disposizione delle cerniere sul suo corpo è stata studiata in modo da renderne pratico ed istintivo il loro utilizzo.
Le cerniere disposte sul busto hanno lo stesso posizionamento di quelle dei giubbotti di pelle da motociclista.
La stanza dove si svolge tutta la storia è stata ricostruita in un teatro di posa, l'ambiente è stato progettato e costruito interamente con false linee prospettiche, ogni elemento si sviluppa su una propria linea di fuga discordante dagli altri.
L'idea era quella di narrare una storia semplice, un personaggio e il suo acerrimo nemico, raccontato con lo stile violento e surreale dei cartoni animati.
Questa storia doveva svolgersi però in un mondo diverso, completamente reinventato, ed era importante che ogni elemento visivo, la scenografia, la fotografia e gli effetti speciali ci aiutassero a descrivere questo "nuovo" mondo e le sue regole con estrema chiarezza.
Questa fase di preparazione e progettazione è forse stata la più lunga e complessa di tutta la lavorazione.